# Teufelskicker (Hörspiel)
Teufelskicker ist eine Hörspielserie, die seit 2005 vom Label Europa produziert wird. Sie basiert auf den Büchern von Frauke Nahrgang. Regie führt Thomas Karallus. Die Serie hieß zu Beginn noch Die Teufelskicker. Im Jahr 2010 wurde der Name ab Folge 20 zu Teufelskicker abgeändert.

## Inhalt
Die Serie handelt von den jugendlichen Fußballspielern des SV Blau-Gelb, genannt die Teufelskicker. In der Regel geht es um Freundschaft, Teamgeist und Zusammenhalt, aber auch typische Probleme, wie sie bei Kindern und Jugendlichen dieses Alters auftreten, werden behandelt.
In manchen Folgen machen die Teufelskicker auch Ausflüge in andere Städte, was oft zu kurzen Exkursionen über diese genutzt wird.
Teilweise lösen sie auch kleine Kriminalfälle rund um den Fußball.
Ihr engster Konkurrent ist der VfB, repräsentiert durch den unbeliebten und unfreundlichen Mark.
Hauptfigur der ersten Folgen war der neu zugezogene Moritz, in späteren Folgen nehmen Moritz, Niko, Catrina, Mehmet und Rebekka oftmals die Stellung der Hauptcharaktere ein.
Jedoch kommt es weiterhin gelegentlich vor, dass eine einzelne Person im Mittelpunkt des Geschehens steht, das ist jedoch eher die Ausnahme.

## Figuren und Sprecher
| Moritz (Stürmer)                                                                     | Anton Sprick                                                         | 1–                                 |
| Niko (Kapitän)                                                                       | Mohammed Ponten Janek Schächter Sven Nowatzky                        | 1–10 11–60 61–                     |
| Catrina (Abwehr)                                                                     | Julia Fölster                                                        | 1–                                 |
| Mehmet (Torwart)                                                                     | Leif Ascan Weitzel Flemming Stein                                    | 1–10 11–                           |
| Enes (Mehmets Bruder)                                                                | Lukas T. Sperber Lukas Bialluch Daniel Kirchberger Florian Marissal  | 1–6, 12–53 11 54–71 73–            |
| Elena                                                                                | Alina Degener                                                        | 21–103                             |
| Serkan                                                                               | Max von Stengel                                                      | 1–35, 41, 56–                      |
| Olli                                                                                 | Lucas Krauße Alexander Kapp Aaron Ullmer Tobias Schmidt              | 3–10 11–38 40–49 58–               |
| Alex                                                                                 | Adam Horton Aaron Kaulbarsch Jannik Endemann Felix Strüven           | 1–8 11–33, 64 38–62, 69–93 94–     |
| Jackie                                                                               | Linda Fölster                                                        | 38, 42–                            |
| Hendrik (Ersatzbankstürmer, später Abwehrspieler und bei der freiwilligen Feuerwehr) | Jan Böttner Alexander Kapp Anton Wilms Tobias Diakow Philipp Draeger | 1–9 10 12–13, 21, 37–40, 54 47 55– |
| Rebekka (Co-Trainerin)                                                               | Laura Ketzer                                                         | 1–                                 |
| Norbert (Trainer)                                                                    | Oliver Rohrbeck                                                      | 1–                                 |
| Sportkommentator                                                                     | Ulli Potofski †                                                      | 1–                                 |
| Erzähler                                                                             | Thomas Karallus                                                      | 1–                                 |
| Moritzʼ Opa                                                                          | Eckart Dux †                                                         | 1–69                               |
| Moritzʼ Mutter                                                                       | Marion Elskis                                                        | 1–38                               |
| Moritzʼ Vater                                                                        | Tomas Kröger                                                         | 1–10, 26                           |
| Mark                                                                                 | Mark Robinson Timo Sünnemann Tim Kreuer                              | 1–9 13 14, 16–                     |
| Frau Pirosky (Klassenlehrerin)                                                       | Isabella Grothe                                                      | 1–3                                |
| Herr Jahn (Rentner)                                                                  | Klaus Dittmann                                                       | 4–18, 33, 37                       |
| Herr Kaiser (Sponsor)                                                                | Erik Schäffler                                                       | 17–                                |
| Herr Hinze (Vereinspräsident)                                                        | Lennardt Krüger Robin Brosch                                         | 19–48 66–                          |
| Schorschi (Platzwart)                                                                | Gerhart Hinze                                                        | 19–                                |
| Herr Laubmühlen (Lehrer)                                                             | Robert Kotulla                                                       | 22                                 |
| Roberto (VfB-Spieler)                                                                | Patrick Bach                                                         | 46–                                |
| Juri (Rebekkas Cousin und Computer-Ass)                                              | Johannes Semm                                                        | 47–                                |
| Anmerkungen: 1.                                                                      |                                                                      |                                    |

### Special Guest
- Gerald Asamoah (Folge 6)
- Rodolfo Esteban Cardoso (Folge 8)
- Revolverheld (Folge 12)
- Apollo 3 (Folge 22)
- Horst Lichter (Folge 22)
- Marko Marin (Folge 32)
- Die Punkies (Folge 64 + 72)

## Hörspielindex
- 001: Moritz macht das Spiel!
- 002: Eine knallharte Saison!
- 003: Holt euch den Cup!
- 004: Stürmer gesucht!
- 005: Torschuss mit Folgen!
- 006: Ein unheimlich starker Gegner!
- 007: La Ola mit Opa!
- 008: Doppelter Einsatz für Moritz!
- 009: Talent gesichtet!
- 010: Pokal in Gefahr!
- 011: Der Teufel im Wald!
- 012: Teufelskicker und Revolverheld!
- 013: Sieg um jeden Preis!
- 014: Falsches Spiel beim Turnier!
- 015: Spuk im Vereinsheim!
- 016: Verpasste Chance!
- 017: Der Milch-Millionär!
- 018: Spielerin im Abseits!
- 019: Viel Wirbel um Schorschi!
- 020: Doping im Spiel?
- 021: Moritz startet durch!
- 022: Die Teufels-Kocher!
- 023: Im Untergrund!
- 024: Geheimakte Blau-Gelb!
- 025: 1, 2, 3, Winter-Hexerei!
- 026: SOS aus Schweinesand!
- 027: Seitenwechsel!
- 028: Jäger des Verlorenen Pokals!
- 029: Mädchen-Alarm!
- 030: Vampire im Ferien-Camp!
- 031: Kicken auf Kufen!
- 032: Sammelfieber!
- 033: Falsche Pfiffe!
- 034: Freundschaft in Gefahr!
- 035: Blau-Gelb gegen die Teufelskicker!
- 036: Geisterspiel!
- 037: Der Super-Coach!
- 038: Catrina bleibt am Ball!
- 039: Gipfelstürmer!
- 040: Spiel mir das Lied vom Tor!
- 041: Rettet Blau-Gelb!
- 042: König der Keeper!
- 043: Die Beach-Kings!
- 044: Wo ist Tasman?
- 045: Mission TK!
- 046: Eigentor für Moritz!
- 047: 13:0 für die Teufelskicker!
- 048: Der Elfer-Elvis!
- 049: Kapitän über Bord!
- 050: Ballzauber!
- 051: Schiri in Not!
- 052: Hallen-Duell!
- 053: Zoff bei Zeche 04!
- 054: Der Ballflüsterer!
- 055: Umwelt-Foul!
- 056: Doppelpass!
- 057: Quiz-Duell!
- 058: Heja, Blau-Gelb!
- 059: Arbeitssieg!
- 060: Ein heißer Ritt!
- 061: Das Abstiegsgespenst!
- 062: Das Wunder von Bert!
- 063: Sauber gespielt!
- 064: Punktspiel oder Popstar?
- 065: Die Kicker der Tafelrunde!
- 066: Labrador, noch ein Tor!
- 067: Paula im Abseits!
- 068: Das Juwel vom Rummelplatz!
- 069: Die guten Taten!
- 070: Duell bei Flutlicht!
- 071: Die Rückkehr der Beach Kings!
- 072: Freundschaftsspiel!
- 073: Der Kanu-Kick!
- 074: Die Teufelsbienen!
- 075: Kampf der Maskottchen!
- 076: Echt galaktisch!
- 077: Sprung an die Spitze!
- 078: Hitzeschlacht!
- 079: Hexenkessel!
- 080: Der Kommerzclub!
- 081: Gras fressen!
- 082: Das Triple!
- 083: König von Europa!
- 084: Titel, Tore, Tulpen!
- 085: Der Strafraum-Streuner!
- 086: Blau-Gelb in Bayern!
- 087: Viva Futebol!
- 088: Ei! Ei! Eigentor!
- 089: Sieges-Serie!
- 090: Der Unentschieden-Fluch!
- 091: Hunniklau und Alutreffer!
- 092: Auszeit!
- 093: Alle Balla-Balla!
- 094: Eltern-Pressing!
- 095: Touchdown für die Teufelskicker!
- 096: Tausendundein Tor!
- 097: Bärenstark!
- 098: Game Over!
- 099: Teufelskickerin in Down Under!
- 100: Blau-Gelb 100!
- 101: Der doppelte Norberger!
- 102: Kick Off!
- 103: Europa-Express!
- 104: Tick-Tack-Taktik!
- 105: Unfair Play!
- 106: Klick-Konter!
- 107: Ganz oben!

## Trivia
In Folge 28: „Jäger des Verlorenen Pokals!“ erwähnt Trainer Norbert (gesprochen von Oliver Rohrbeck), dass er früher mal mit zwei Freunden ein Detektivbüro geführt habe, was sich „die drei …“ nannte – nach dem Wort „drei“ wird er durch seine Spieler unterbrochen. Das ist eine Anspielung auf Rohrbecks bekannte Sprechrolle als Justus Jonas, dem ersten Detektiv aus der Hörspielserie „Die drei ???“, dem Rohrbeck seit 1978 seine Stimme leiht.
Marion Elskis, die Moritz’ Mutter spricht, ist auch im wahren Leben die Mutter von Moritz’ Sprecher Anton Sprick.